# Synasellus notenboomi
Synasellus notenboomi är en kräftdjursart som beskrevs av Henry och Guy Magniez 1987. Synasellus notenboomi ingår i släktet Synasellus och familjen sötvattensgråsuggor. Inga underarter finns listade i Catalogue of Life.